# Мкртычян, Самвел Шамирович
Самвел Шамирович Мкртычян (арм. Սամվել Շամիրի Մկրտչյան, азерб. Samvel Şamiroviç Mkrtıçyan; 1910 — 1983) — советский азербайджанский виноградарь, Герой Социалистического Труда (1950).

## Биография
Родился 23 февраля 1910 года.
В послевоенные годы трудился бригадиром виноградарского совхоза имени Натаван Агдамского района. В 1949 году получил урожай винограда 204,4 центнера с гектара на площади 16,6 гектаров. 
Указом Президиума Верховного Совета СССР от 4 сентября 1950 года за получение высоких урожаев винограда на поливных виноградниках в 1949 году Мкртычяну Самвелу Шамировичу присвоено звание Героя Социалистического Труда с вручением ордена Ленина и золотой медали «Серп и Молот».